# كاثرين كليرك ماكسويل
كانت كاثرين ماري كليرك ماكسويل (الاسم قبل الزواج: كاثرين ماري ديوار) (1824-12 ديسمبر 1886) عالمة فيزيائية اسكتلندية اشتهرت بملاحظاتها التي دعمت وساهمت في اكتشافات زوجها جيمس كليرك ماكسويل؛ والتي كان أبرزها مشاركتها في تجاربه المتعلقة برؤية الألوان ولزوجة الغازات. وَلِدَت كاثرين ديوار في عام 1824 في غلاسكو، وتزوجت من كليرك ماكسويل في عام 1858.

## المساهمة العلمية
ساعدت كاثرين زوجها جيمس قبل وخلال زواجهما في تجاربه حول رؤية الألوان والغازات. كانت ملاحظات كاثرين ذات قيمة بالنسبة لعمل جيمس العلمي. سجّل جيمس في منشوره في مجلة المداولات الفلسفية بعنوان «عن نظرية الألوان المركبة، وعلاقات ألوان الطيف» ملاحظات شخصين. كشف جيمس بأنه كان هو الشخص الأول المسمى جي، ولكنه وصف الشخص الثاني بشكل مجهول بأنه «ملاحِظ آخر (كي)». يؤكد لويس كامبل أن الملاحِظ (كي) كان كاثرين بالتأكيد.

## الحياة الشخصية
فَقَدَ جيمس كليرك ماكسويل منصبه بعد اندماج كلية ماريشال مع كلية كينغز لتشكيل جامعة أبردين الجديدة في عام 1860، وانتقل الزوجان إلى لندن لمدة خمس سنوات بينما تولى جيمس منصب رئاسة قسم الفلسفة الطبيعية في كلية كينغز. أشرفت كاثرين على علاج زوجها من مرض الجدري في سبتمبر 1860 في ملكية عائلة ماكسويل، ثم أشرفت على علاجه من مرض الحمرة بعد حادث ركوب الخيل في سبتمبر 1865، إذ كان آل ماكسويل من عشاق ركوب الخيل. تحدث جيمس في رسالة إلى إحدى أصدقائه وزملائه عن رحلاتهم المنتظمة إلى بريغ أوف أور حيث كانوا يمتطون حصانيهم دارلينغ وتشارلي. كان الحصان تشارلي مهرًا صغيرًا اشتراه جيمس لكاثرين من معرض للخيول حيث يُزعم أن جيمس أصيب بالجدري. سُمي تشارلي على اسم تشارلز هوب كاي، وهو الصديق الذي كتب له جيمس.
انتقل الزوجان إلى ملكية ماكسويل، منزل غلينلير، في حوالي عام 1865، فاستخدم جيمس هذا الوقت لكتابة بعض أعماله الرئيسية. أصبح جيمس كليرك ماكسويل أول من استلم منصب أستاذ كافنديش للفيزياء التجريبية في جامعة كامبريدج في عام 1871. عاش الزوجان في كامبريدج خلال هذا الوقت، ولكنهما استمرا في قضاء الصيف في غلينلير.
كانت كاثرين تعاني من العديد من المشاكل الصحية، واعتنى بها زوجها عندما عانت من مرض طويل الأمد في عام 1876. يقال إن مارغريت تيت (زوجة بّي. جي. تيت) اتهمت كاثرين بعرقلة مسيرة زوجها المهنية بسبب مرضها ورعاية جيمس لها، وذلك على الرغم من سوء حالتها الصحية ودورها في رعاية زوجها خلال مرضه.
أصبحت كاثرين أرملة عندما توفي جيمس كليرك ماكسويل بسرطان المعدة في 5 نوفمبر 1879، إذ أعرب جيمس قبل وفاته أيضًا عن قلقه على صحة كاثرين. لا يوجد الكثير من المعلومات عن حياة كاثرين خلال السنوات السبع بين وفاة زوجها ووفاتها.
توفيت في كامبريدج في 12 ديسمبر 1886، ودُفنت إلى جانب زوجها في بارتون بمنطقة دامفريز وغالواي، ولم يكن لديها أي أطفال.